# Філософія Середньовіччя
Філосо́фія Середньові́ччя — європейська філософія у V–XV столітті.
Середньовічна філософія мала інші завдання і цілі, ніж антична, мислителі середньовіччя вважали людину за істоту слабку та грішну а світ в якому ми живемо місцем покарання по вигнанню з раю.
Головний філософський інтерес Середніх віків — арабська філософія (Аверроес, Маймонід, аль-Кінді, аль-Фарабі, Ібн Сіна) залишається в колі понять грецької перипатетики. Основними питаннями, які хвилювали середньовічних філософів, були питання доказу існування Бога, розмежування теології та філософії. Важливий диспут про універсалії — співвідношення загального і одиничного, суперечка реалістів, які стверджували існування загальних понять поза людським розумом і до одиничних речей, з номіналістами, що визнавали реальне існування лише одиничних речей. Концептуалісти (Абеляр, Іоанн Солсберійський) в спорі про універсалії вважали, що загальні поняття не існують незалежно від окремих речей, визнавали існування в розумі загальних понять, як особливої форми пізнання дійсності.
Головний недолік середньовічної філософії — відсутність природознавства і виняткове панування абстрактних, переважно теологічних інтересів.
Люди на перше місце ставили Бога. Всі повинні були вірити , що Бог створив землю та все живе на ній.

## Періоди
1. Апологетика (І–ІІ ст.)
2. Патристика (II–VII ст.) — сукупність філософських доктрин християнських мислителів (отців церкви) II–VII ст.
3. Схоластика (VIII–XV ст.) — філософське вчення, в якому поєднані релігійно-філософські засновки з раціоналістичною методикою та формально-логічними проблемами.

## Деякі представники
Визначними філософами європейського Середньовіччя були:
- Оріген
- Тертулліан
- Августин Аврелій
- Боецій
- Еріугена
- Ансельм Кентерберійський
- П'єр Абеляр
- Аверроес
- Роберт Гросетест
- Роджер Бекон
- Бонавентура
- Альберт Великий
- Тома Аквінський
- Йоан Дунс Скот
- Вільям Оккам
- Майстер Екгарт